# Micraeschus costisecta
Micraeschus costisecta är en fjärilsart som beskrevs av W. Warren 1913. Micraeschus costisecta ingår i släktet Micraeschus och familjen nattflyn. Inga underarter finns listade i Catalogue of Life.